# Awenhai Mons
L'Awenhai Mons è una struttura geologica della superficie di Venere.